# Instituto Experimental Enrique Gomez Carrillo
El Instituto Nacional Experimental de Educación Básica «Enrique Gomez Carrillo» es un instituto experimental público de Guatemala. Está ubicado en la zona 6 de la Ciudad de Guatemala y es, junto con el Instituto Experimental Dr. Carlos Federico Mora y el Instituto PEMEM II, uno de los institutos experimentales con más renombre en ese país centroamericano [cita requerida]

## Historia
El instituto fue bautizado en honor a Enrique Gómez Carrillo (1873-1927), quien fue un crítico literario, escritor, periodista y diplomático guatemalteco que escribió alrededor de ochenta libros, de géneros variados, aunque destacan principalmente sus crónicas internacionales -especialmente las de la Primera Guerra Mundial, en las que ejercitó una prosa realmente modernista y por las que fue llamado el «Príncipe de los Cronistas». Fue promotor del gobierno del licenciado Manuel Estrada Cabrera como cónsul en Madrid, Londres, Hamburgo y París y fue famoso por su vida bohemia y viajera y por sus matrimonios con las escritoras y artistas Aurora Cáceres -1905-1906-, Raquel Meller -1919-1920- y Consuelo Suncín -1926-1927-.
El 26 de febrero de 1969, por decreto número 5-69 del Congreso de la República de Guatemala, se creó un instituto experimental en la zona 6 de la Ciudad de Guatemala para atender a la población juvenil del área, comprendida entre 13 y 20 años de edad. Mediante un acuerdo con el Banco Interamericano de Desarrollo (BID), la UNESCO, el gobierno de Guatemala construyó el instituto Enrique Gómez Carrillo, el que fue inaugurado el 27 de febrero de 1973 —fecha del centenario del nacimiento del célebre escritor guatemalteco— durante el gobierno del general Carlos Arana Osorio.
Luego del terremoto de 1976 las instalaciones resultaron severamente dañadas; tras una labor de reconstrucción, se logró cercar el instituto, y construir una plaza para realizar actividades cívicas.
En la segunda década del siglo xxi el instituto está en buen estado de conservación y su área construida es utilizada al 100%, aunque enfrenta el problema de grupos de antisociales que atacan a los alumnos en los alrededores del establecimiento y la carencia de asignación presupuestaria por parte del Ministerio de Educación para promover programas educativos modernos. Debido a que el Ministerio de Educación no contribuye más con el mantenimiento del establecimiento, los padres de familia han cubierto los costos de inscripción y mantenimiento del instituto.
El himno del instituto fue compuesto por el renombrado músico guatemalteco Antonio Vidal.

## Infraestructura
El instituto es una institución educativa de nivel medio a cargo del sector público en Guatemala.. Está ubicado en la 15 calle final y 13 avenida de la zona 6 de la Ciudad de Guatemala. El instituto cuenta con sesenta y siete miembros y se organiza de acuerdo a su propio reglamento interno; los cincuenta y dos miembros que integran el personal docente están organizados en el Claustro de Catedrádicos.
El instituto tiene un área de cincuenta y un mil metros cuadrados, y su construcción dispone de veinticinco aulas, nueve talleres, cinco laboratorios, un salón de usos múltiples, un salón para demostraciones, una biblioteca y oficinas administrativas. Los ambientes administrativos de que dispone son: dirección, subdirección, sala de mimeógrafo, salón de profesores y cafetería.

## Directores
Los siguientes pedagogos han sido directores del instituto:
1. Luis Antonio Menéndez (1973)
2. Miguel Roberto Paredes
3. Mario Augusto Alfaro
4. José Guillermo Paiz
5. Mary Carmen Sánchez de Ferrera
6. Marco Antonio Ordóñez Madrid (1988)[6]